# Web2py
Web2py는 파이썬 프로그래밍 언어로 작성된 오픈 소스 웹 애플리케이션 프레임워크이다. Web2py를 사용하면 웹 개발자가 파이썬을 사용하여 동적 웹 콘텐츠를 프로그래밍할 수 있다. Web2py는 필요한 경우 웹 개발자가 처음부터 양식을 작성할 수 있지만 처음부터 웹 양식 개발과 같은 지루한 웹 개발 작업을 줄이는 데 도움이 되도록 설계되었다.
Web2py는 원래 사용 편의성과 배포에 중점을 둔 교육 도구로 설계되었다. 따라서 프로젝트 수준 구성 파일이 없다. web2py의 디자인은 루비 온 레일즈 및 장고 프레임워크에서 영감을 받았다. 이러한 프레임워크와 마찬가지로 web2py는 신속한 개발에 중점을 두고 구성 접근 방식보다 관례를 선호하며 모델-뷰-컨트롤러(MVC) 아키텍처 패턴을 따른다.